# Període Azuchi-Momoyama
El període Azuchi-Momoyama (安土桃山時代, Azuchi-Momoyama jidai) començà a la fi del període Sengoku i finalitzà amb la política d'unificació del shogunat Tokugawa després de la victòria de Tokugawa Ieyasu sobre Ishida Mitsunari a la batalla de Sekigahara l'any 1600, que donà pas al període Edo. Aquest període de la història japonesa es va estendre des de l'any 1568 fins al 1600. Comprèn gran part del mandat d'Oda Nobunaga i a totalitat del mandat del seu successor, Toyotomi Hideyoshi.